# Berryteuthis
Berryteuthis is een geslacht van inktvissen uit de  familie van de Gonatidae.

## Soorten
- Berryteuthis anonychus (Pearcy & Voss, 1963)
- Berryteuthis magister (Berry, 1913)